# Máster en Bellas Artes
Maestría en Bellas Artes o MFA es un posgrado en un área de las artes visuales o plásticas, literarias y escénicas que se otorga en Estados Unidos y el Reino Unido. Típicamente requiere de dos a tres años de estudio más allá de la licenciatura. El trabajo del curso es de naturaleza aplicada primordialmente y el programa usualmente termina en una presentación u obra importante.

## Divisiones
Campos comunes de estudio incluyen Teatro, Escritura creativa, Producción cinematográfica, y Artes Visuales y Diseño. La MFA es un "grado terminal", y suficiente para ocupar cargos permanentes como profesor en los departamentos apropiados en universidades. En el presente hay muy pocos programas doctorales en estos campos, pero el Doctorado en Bellas Artes (DFA), muchas veces otorgado como grado honorario, está siendo introducido como un doctorado real en algunas escuelas, por ejemplo la Escuela de Drama de Yale, para dramaturgia y crítica dramática). Otras universidades están desarrollando programas PhD en campos como Escritura creativa, Artes visuales y Teatro. Tales doctorados, por lo general, se basan principalmente en la práctica, aunque normalmente un cierto porcentaje del programa se dedica a la investigación teórica. Dado que hay un gran número de graduados de la MFA en relación con las posiciones como profesor disponibles, nuevos programas de nivel doctoral pueden proveer ventajas de empleo a sus graduados más recientes.

## Características
Los programas generalmente requieren una licenciatura de primer grado antes de su admisión, pero algunos no requieren que el grado sea en el mismo campo de estudio de la MFA. El requisito más importante de admisión es un portafolio o una audición.
La MFA difiere de la Maestría en Artes (MA) en que la MFA, siendo un programa académico, se centra en la práctica de un campo particular, mientras que los programas de MA (que es normalmente insuficiente para puestos de profesor regular en muchas escuelas) están centrados en el estudio académico del campo.
En la disciplina de artes visuales y plásticos específicamente, la College Art Association ha escrito lineamientos básicos, estableciendo estándares para la MFA.